# Xerraire rogenc
El xerraire rogenc (Pterorhinus berthemyi) és un ocell de la família dels leiotríquids (Leiothrichidae).

## Hàbitat i distribució
Viu entre la malesa del bosc i espesures de bambú, a muntanyes del sud-oest de la Xina, al sud de Szechwan, sud d'Anhwei, Chekiang i nord-oest de Fukien.